# Belsand
Belsand is een notified area in het district Sitamarhi van de Indiase staat Bihar. 

## Demografie
Volgens de Indiase volkstelling van 2001 wonen er 17.821 mensen in Belsand, waarvan 53% mannelijk en 47% vrouwelijk is. De plaats heeft een alfabetiseringsgraad van 33%. 